# قوه مجریه جمهوری اسلامی افغانستان
قوۀ مجریۀ جمهوری اسلامی افغانستان که حکومت افغانستان نیز نامیده می‌شود بخش اجرایی نظام جمهوری اسلامی افغانستان بود. رئیس قوۀ مجریه رئیس‌جمهور افغانستان بود که با رأی مستقیم مردم برای دورۀ ۵ ساله که یکبار قابل تمدید بود انتخاب می‌شد.
با سقوط دولت جمهوری اسلامی افغانستان به دست طالبان ساختار اداری متحول شده و قدرت قوه مجریه دست رئیس‌الوزرا است. 
در گذشته رئیس‌جمهور با انتخاب وزیران مختلف، دولت را تشکیل می‌داد. هریک از وزیران باید بتواند از ولسی‌جرگه رأی اعتماد کسب کند.

## وزارت‌خانه‌ها
- وزارت خارجه
- وزارت دفاع ملی
- وزارت داخله
- وزارت مالیه
- وزارت عدلیه
- وزارت معارف
- وزارت تحصیلات عالی
- وزارت آب و برق
- وزارت ارشاد، حج و اوقاف
- وزارت فواید عامه
- وزارت اطلاعات و فرهنگ
- وزارت صحت عامه
- وزارت زراعت، آبیاری و مالداری
- وزارت اقتصاد
- وزارت معادن
- وزارت مخابرات و معلوماتی تکنولوژی
- وزارت تجارت و صنایع
- وزارت بازسازی و انکشاف دهات
- وزارت کار، امور اجتماعی، شهدا و معلولین
- وزارت ترانسپورت و هوانوردی
- وزارت امور زنان
- وزارت امور مهاجرین و عودت کنندگان
- وزارت مبارزه با مواد مخدر
- وزارت سرحدات، اقوام و قبایل
- وزارت امور شهرسازی

همچنین یک دفتر وزیر دولت در امور پارلمانی به منظور ساختن و تحکیم روابط دولت و شورای ملی نیز وجود دارد.

## دادستانی کل کشور
دادستانی کل کشور (لوی ثارنوالی) بخشی از قوۀ مجریه است که در امور خود استقلال دارد. بررسی جرایم و اقامۀ دعوا بر متهم در دادگاه از سوی دادستانی صورت می‌گیرد. رئیس دادستانی کل کشور (لوی څارنوال) توسط رئیس‌جمهور تعیین می‌شود.

## ریاست‌ها
- ریاست عمومی امنیت ملی
- ریاست عمومی تربیت بدنی و سپورت
- ریاست عمومی رادیو و تلویزیون ملی
- ریاست آکادمی علوم
- دفتر وزیر دولت در امور پارلمانی

## ادارات

### ادارات مستقل
- ادارۀ ثارنوالی
- ادارۀ ثارنوالی
- ادارۀ مستقل ارگان‌های محلی
- ادارۀ مستقل هوانوردی
- ادارۀ مستقل اراضی
- ادارۀ مستقل انسجام امور کوچی‌ها

### ادارات عالی
- ادارۀ عالی مبارزه علیه فساد اداری
- ادارۀ عالی تفتیش

### ادارات ملی
- ادارۀ ملی حفاظت محیط زیست
- ادارۀ ملی استاندارد
- ادارۀ ملی آمادگی مبارزه با حوادث

### دیگر ادارات
- ادارۀ مرکزی احصائیه
- ادارۀ حمایۀ سرمایه‌گذاری
- ادارۀ عمومی جیودیزی و کارتوگرافی
- شاروالی

## کمیسیون‌ها

### کمیسیون‌های مستقل
- کمیسیون مستقل حقوق بشر
- کمیسیون مستقل انتخابات
- کمیسیون مستقل شکایات انتخاباتی
- کمیسیون مستقل اصلاحات اداری و خدمات ملکی
- کمیسیون مستقل نظارت بر تطبیق قانون اساسی

### کمیسیون‌های عالی
- کمیسیون عالی انرژی اتمی

## در سطح هیئت دولت
- ریاست بانک مرکزی
- هلال احمر